# Fredrik Nyberg
Fredrik Nyberg, född 23 mars 1969 i Sköns församling, Sundsvalls stad, är en svensk före detta utförsåkare. Han vann sju världscuptävlingar under karriären (sex i storslalom, ett i super-G). Han deltog i fem olympiska spel och nådde som bäst femte plats.

## Karriär

### Översikt
Fredrik Nyberg var aktiv elitåkare från sent 1980-tal fram till 2006. Han tävlade i alla discipliner men var minst framgångsrik i slalom (där han endast deltog i samband med kombinationstävlingar). Han tävlade för Sundsvalls SLK.

### OS, VM och världscupen
Nyberg deltog i fem olympiska vinterspel; 1992 i Albertville, 1994 i Lillehammer, 1998 i Nagano, 2002 i Salt Lake City och 2006 i Turin. Som bäst nådde han en femteplats i storslalom 2006.
Fredrik Nyberg deltog från 1989 till 2005 i sju alpina VM. Bästa VM-resultatet var en fjärdeplats i VM 1999.
Större framgångar nådde Nyberg i världscupsammanhang, där han åren 1990 till 2001 sammanlagt vann sex storslalomlopp och ett lopp i super-G. Därmed placerade han sig på fjärde plats bland svenska världscupsegrare, efter Ingemar Stenmark (86), Anja Pärson (42) och Pernilla Wiberg (24). Dessutom nådde han ytterligare 16 stycken andra- och tredjeplatser i världscuptävlingar (13 i storslalom, två i super-G och en i kombination). Sammanlagt tävlade Nyberg 18 säsonger i världscupen, från hösten 1988 till våren 2006. Totalt startade han i 262 världscuplopp.

### Karriärslut
Fredrik Nyberg hade planerat att fortsätta sin elitsatsning över säsongen 2006/2007 (som innehöll ett VM på hemmaplan i Åre). På grund av en krasch under träning den 10 november 2006 tvingades han avbryta karriären i förtid.

## Världscupsegrar[3]
| Datum            | Ort                 | Disciplin  |
| ---------------- | ------------------- | ---------- |
| 3 mars 1990      | Veysonnaz           | Storslalom |
| 9 augusti 1990   | Mount Hutt          | Storslalom |
| 8 januari 1994   | Kranjska Gora       | Storslalom |
| 6 mars 1994      | Aspen               | Storslalom |
| 30 november 1996 | Breckenridge        | Storslalom |
| 3 december 2000  | Vail / Beaver Creek | Super-G    |
| 20 december 2001 | Kranjska Gora       | Storslalom |

## Källhänvisningar
1. 1 2  Vallgårda, Per (2006-11-11): "Nyberg i svår krasch – karriären över". Sydsvenskan.se. Läst 22 januari 2015.
2. 1 2  "Fredrik Nyberg". Arkiverad 6 mars 2013 hämtat från the Wayback Machine. Sok.se. Läst 22 januari 2015.
3. 1 2  Fredrik Nyberg (världscuppodier). Fis-ski.com. Läst 22 januari 2015. (engelska)
4. ↑  Fredrik Nyberg (världscuplopp). Fis-ski.com. Läst 22 januari 2015. (engelska)